# Uttissenbach (Kamp)
Der Uttissenbach ist ein linker Zufluss zum Kamp bei Zwettl in Niederösterreich.
Der Uttissenbach entspringt westlich des Ortsgebiets von Marbach am Walde, das er passiert und sogleich nach Nordosten abfließt, wo er zunächst den kleinen Ort Rottenbach, danach den namensgebenden Ort Uttissenbach durchfließt und unterhalb des Ortes den von rechts zufließenden Bach vom Lausberg aufnimmt, bevor er bei der Uttissenbachmühle von links in den Kamp mündet. Sein Einzugsgebiet umfasst 4,9 km² in teilweise offener Landschaft.